# Чиколіні Людмила Сергіївна
Чиколіні Людмила Сергіївна (9.04.1917 - 2002) — історикиня, докторка історичних наук, професорка, дослідниця в галузі медієвістики та раннього нового часу. Авторка понад 50 наукових, і науково-методичних публікацій.

## Біографія
Людмила Сергіївна Чиколіні народилася 9 квітня 1917 року у с. Ютанівка Острогоського району Воронезької області (Росія), у родині вчителя - Чіколіні Сергія, предки якого приїхали з Італії до Росії наприкінці XVIII ст. Закінчила Московський міський педагогічний інститут у 1937 році. Після цього здобувала освіту та навчалася на аспірантурі кафедри історії середніх віків Московського державного університету імені М. В. Ломоносова, який закінчила у 1939 році. Однак Велика Вітчизняна війна перериває ії наукові заняття. На фронті на початку 1942 р. гине її чоловік Загрядський М.О. аспірант кафедри історії середніх віків МДУ. Сама ж Людмила Сергіївна евакуюється з однорічним сином до Новосибірської області, де працює директором школи у селі Верхній Коен Іскітімського району. Після повернення з евакуації Л.С.Чіколіні працює старшим викладачем, потім деканом і зав. кафедри історії історичного факультету Коломенського педінституту.. Невдовзі  успішно  захистила  кандидатську  дисертацію під  керівництвом академіка Є.О. Космінського  на  тему: «Соціально-політичні погляди Томмазо Кампанелли». Декілька років, а саме з 1946-1949, Чиколіні працювала доцентом Московського обласного педагогічного інституту та обіймала посаду декана курсів дисертантів Академії суспільних наук. 
  
У 1949  р.  Л.С. Чиколіні  було  викликано  до  Києва  для  роботи  у  Київському  державному  університеті  імені  Т.Г.  Шевченка,  з  яким  пов'язана вся  її  подальша  наукова  і  педагогічна діяльність.  У 1950 р.,  у зв'язку з виходом  на  пенсію  професора  М.В. Бречкевича,  вона  очолила  кафедру  історії  середніх  віків  Київського  державного університету. 

У київський період в повній мірі розкрилися таланти  Л.С. Чиколіні як дослідниці та її вміння напрочуд логічно і  продумано  пов'язувати  аналіз  конкретно-історичного матеріалу з постановкою та розв'язанням  теоретичних проблем медієвістики та раннього нового часу.  Тож коли у 50-ті рр. історичний факультет КДУ охопила  чергова  хвиля  структурних  змін,  у  ході  яких  кафедру історії УРСР знову виокремили зі складу кафедри  історії  СРСР,  а  кафедру  стародавньої  історії  з початком 1954/1955 навчального року знову об'єднали з  кафедрою  історії  середніх  віків,  саме  Л.С. Чиколіні 
очолила тоді об'єднану кафедру історії стародавнього світу та середніх віків.

У  1960 р.,  у  зв'язку  з  призначенням  чоловіка Л.С. Чиколіні С.В. Червоненка Надзвичайним і Повноважним Послом СРСР у КНР і необхідністю її від'їзду в Китай, доц. Л.С. Чиколіні, на її прохання, була звільнена від обов'язків завідувача кафедри історії стародавнього світу і середніх віків, але за нею залишили виконання особистого педагогічного навантаження першого семестру. Новим  завідувачем  кафедри  історії  стародавнього  світу  та  середніх  віків  було  призначено  талановитого  педагога,  відомого  вітчизняного  історика-аграрника  доц. В.О. Маркіну,  яка  очолювала  кафедру  впродовж  24 років  (з  1960  по  1984). 

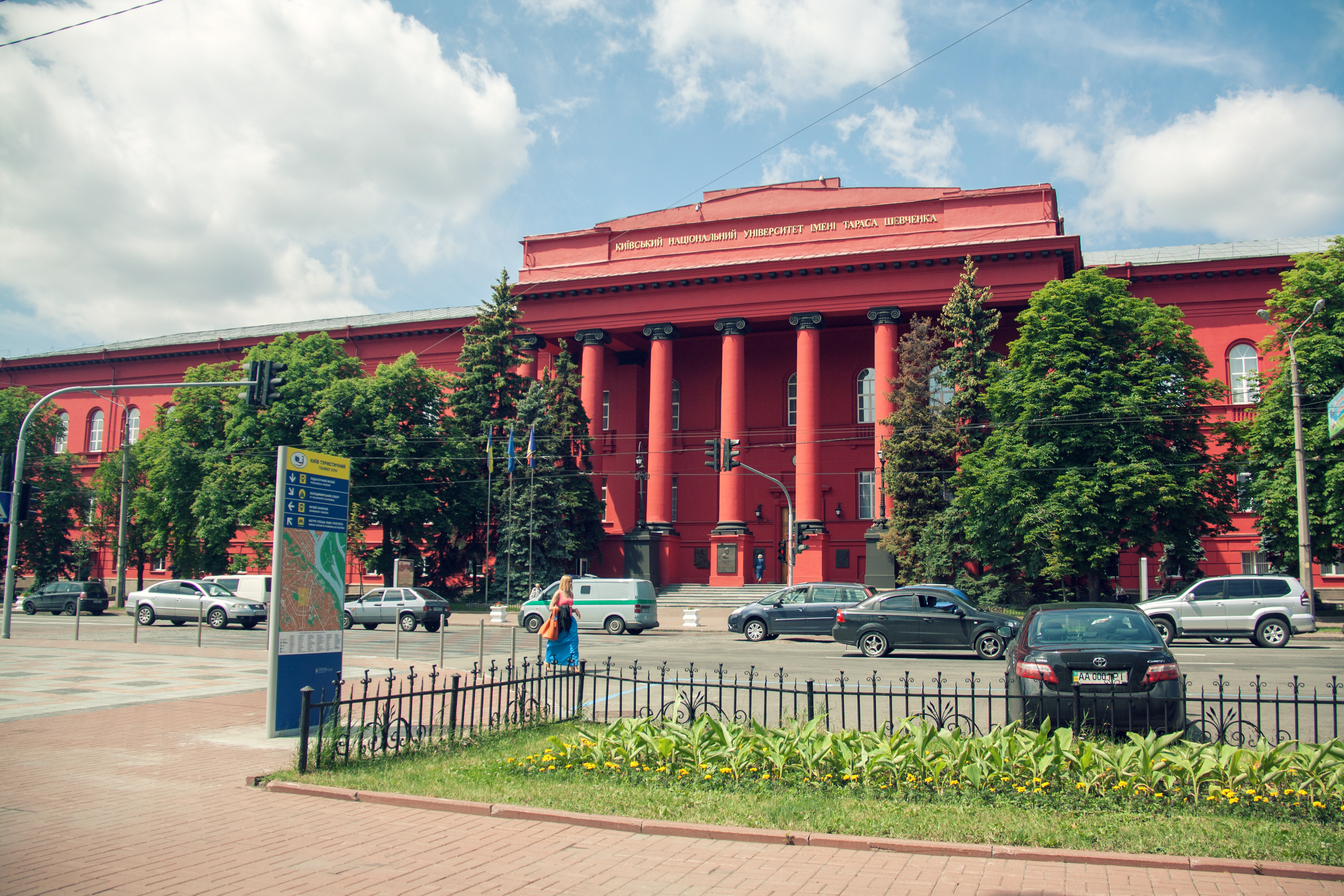
Київський національний університет імені Тараса Шевченка

Незважаючи  на  тривалі  закордонні  відрядження,  у  60–70-ті  рр.  не  поривала  зв'язків  із  кафедрою доц. Л.С. Чиколіні,  об'єктом  дослідження  якої  продовжувала залишатися суспільна думка ранньомодерної Італії.У 70-ті рр. ХХ ст. Людмила Сергіївна переходить від наукових розвідок про окремих італійських публіцистів XVI – початку  XVII ст.  до  аналітичного  осмислення  витоків, еволюції  і  типологічних  особливостей  суспільної думки ранньомодерної Італії. Результатом її понад двадцятилтнього дослідження цієї актуальної теми стала докторська дисертація "Ідея спільності майна та соціальної рівності  в  Італії  XVI –  на  початку  XVII ст.",  захищена  у  стінах Київського держуніверситету ім. Т.Г. Шевченка у 1977 р.,  а також монографія "Соціальна утопія в Італії XVI – початок XVII ст.", що після публікації у Москві в 1980 р. отримала  високу  оцінку  в  медієвістиці. У 1981 р.  на  запрошення  Президії  Академії  Наук  СРСР Л.С. Чиколіні  була  переведена  на  роботу  до  Москви  в Інститут  всесвітньої  історії  АН СРСР,  де  вона  очолила відділ історії суспільної думки.

## Наукова спадщина
1. Чиколини Л.С. Социальная утопия в Италии XVI - начало XVII в. [Архівовано 24 вересня 2020 у Wayback Machine.] Ответств. редактор В.И. Рутенбург. М., Наука, 1980г. - 392 с. 

2. Культура и общественная мысль. Античность. Средние века. Эпоха Возрождения / Отв. ред. Л.С. Чиколини. М.: Наука, 1988. 248 с. 

3. Чиколини Л. С. «Библиотека» Антона Франческо Дони//Книга в культуре Возрождения / Отв. ред. Л.М. Брагина. М.: Наука, 2002. 270 с. 

4. Эразм Роттердамский и его время / Отв. ред. Л.С. Чиколини. М.: Наука, 1989. 280 с. 

5. Итальянский город на заре нового времени: идеал и реальность. Л.С. Чиколини//Город как социокультурное явление исторического процесса / Отв. ред. Э.В. Сайко. М.: Наука, 1995. 351 с. 

6. Культура Возрождения и средние века / Отв. ред. Л.С. Чиколини. М.: Наука, 1993. 224 с. 

7. Чиколини. Л.С. Концепция “государственного интереса” Джованни Ботеро// Культура Возрождения и власть / Отв. ред. Л.М. Брагина. М.: Наука, 1999.
  223 с.